# Try Again
A Try Again Aaliyah amerikai énekesnő kislemeze. A dalt Steve Garrett és Timbaland írta és a 2000-ben bemutatott Öld meg Rómeót! című film betétdala volt. A filmben Aaliyah is szerepelt. A kislemezt 2000 februárjában jelentették meg, a filmzenealbum második kislemezeként. Miután megváltoztatták a Billboard szabályait, és engedték, hogy a Billboard Hot 100-on elért helyezésbe a rádiós játszások is beleszámítsanak, a Try Again lett az első dal, ami kizárólag a rádiós játszások alapján listavezető lett a Hot 100-on. A dalt jelölték Grammy-díjra.
A dal elején Timbaland Eric B. & Rakim I Know You Got Soul című dalából idézi (kis módosítással) a következő sorokat: It’s been a long time, I shouldn’t have left you / Without a dope beat to step to.

## Fogadtatása
A kislemezt akkor küldték el a rádióknak, amikor az album első kislemeze, az I Don’t Wanna még szerepelt a slágerlistákon. A Try Again felért a lista élére, mire az I Don’t Wanna lekerült a listáról. A dal világszerte sikeres lett, több országban a Top 10-be jutott. Miután lekerült a Billboard Hot 100 első helyéről, kislemezen is megjelent.
A Try Again a 30. helyen került fel a nemzetközi egyesített slágerlistára, és a második héten a 18. helyre jutott fel, ezzel azon a héten ez a dal szerezte a legtöbb pontot. A nyolcadik héten érte el legmagasabb helyezését, ekkor a 4. helyen állt. Összesen 19 hetet töltött a listán. A 2000-es év végi összesített listán a 37. helyre került, és 2 834 000 pontot gyűjtött össze, ezzel ez lett 2000 egyik legsikeresebb kislemeze.
A Billboard Hot 100-nak az 59. helyén debütált március közepén és a 14. héten került fel az első helyre, ezzel ez lett Aaliyah első és egyetlen listavezető száma az USA-ban. Tizenöt hétig maradt a top 10-ben, és 32 hétig a listán. Kilenc hétig vezette a Billboard Hot 100 Airplay slágerlistát is. A Billboard Hot 100 év végi, összesített listáján a 12. helyre került, a Hot R&B/Hip-Hop Songs év végi listáján a 18. helyre.
A brit Top 75 slágerlista 5. helyén nyitott, ez lett a legmagasabb helyezése is, és 12 hétig maradt a listán. Ausztráliában a 8. helyig jutott, ezzel Aaliyah egyetlen top 10 dala lett az országban. Az év végi összesített lista 51. helyére került. Új-Zélandon csak a 13. helyig jutott, de így is az év 46. legsikeresebb dala lett.
Németországban az 5. helyig jutott, hat hetet töltött a top 10-ben és 18 hetet a listán. Ez lett az év 24. legsikeresebb dala az országban. Franciaországban csak a 26. helyig jutott, de így is 30 hetet töltött a listán, és az év 73. legsikeresebb dala lett.
A dal olyan országokban is felkerült a slágerlistára, ahol Aaliyah-nak korábban egy dala sem: Ausztriában, Franciaországban, Norvégiában és Ausztráliában.
A Try Againt a 43. Grammy-díjkiosztón a legjobb női R&B-előadás kategóriában jelölték díjra; ezenkívül jelölték a Soul Train-díjra legjobb R&B/soul kislemez és R&B/Soul vagy rap videóklip kategóriában. A dal két MTV-díjat nyert, legjobb videóklip női előadótól és legjobb videóklip filmzenéhez kategóriában.
2003-ban a Knorkator német metálegyüttes feldolgozta a dalt Ich hasse Musik című albumukon.

## Videóklip
A dal videóklipjét Wayne Isham rendezte, a koreográfusa Fatima Robinson volt. A klipben az Öld meg Rómeót! férfi főszereplője, Jet Li, valamint Timbaland is szerepel. A klipben látható tükrös szobát Bruce Lee Enter the Dragon című filmje ihlette. A klip készítése látható a film DVD-jén bónuszanyagként.

## Számlista
| CD kislemez (Franciaország, Egyesült Királyság) 1. Try Again – 4:04 2. Try Again (Timbaland Remix) – 4:59 CD maxi kislemez (Ausztrália, Európa) 12" maxi kislemez (USA; Egyesült Királyság, promó) 1. Try Again – 4:04 2. Try Again (Timbaland Remix) – 4:59 3. Try Again (D’Jam Hassan Remix) – 5:28 4. Try Again (Instrumental) – 4:43 7" kislemez (USA) 1. Try Again – 4:05 2. Come Back in One Piece – 4:18 12" kislemez (Egyesült Királyság; promó) 1. Try Again (Pikachu’s Ruffneck Mix) 12" maxi kislemez (USA) 1. Try Again (Album Version) – 4:05 2. Try Again (Timbaland Remix) – 4:59 3. Try Again (D’Jam Hassan Club Mix) – 4:50 4. Try Again (Instrumental) – 4:38 | 12" maxi kislemez (Egyesült Királyság) 1. Try Again (Timbaland Remix) – 4:59 2. Try Again (D’Jam Hassan Remix) – 4:50 3. Try Again (Album Version) – 4:44 4. Try Again (Instrumental) – 4:38 12" maxi kislemez (Egyesült Királyság; promó) 1. Try Again (The 45 King Hot Mix) – 4:51 2. Try Again (The 45 King Instrumental) – 2:51 3. Try Again (Original Mix) – 4:50 4. Try Again (Instrumental) – 4:46 12" maxi kislemez (USA, Egyesült Királyság; promó) 1. Try Again (Album Version) – 4:05 2. Try Again (Instrumental) – 4:38 3. Try Again (A cappella Version) – 4:38 4. Try Again (Album Version) – 4:05 5. Try Again (Instrumental) – 4:38 6. Try Again (A cappella Version) – 4:38 |

## Megjelenési dátumok
- 2000 március (USA, rádió)
- 2000. április 24. (Egyesült Királyság, CD)
- 2000. június 27. (USA 12" kislemez)
- 2000. július 10. (Egyesült Királyság, kazetta)
- 2000. augusztus 8. (Hollandia, CD)
- 2001. február 19. (Egyesült Királyság, 12" kislemez)

## Helyezések
| Slágerlista (2000)                        | Legmagasabb helyezések |
| ----------------------------------------- | ---------------------- |
| USA Billboard Hot 100                     | 1                      |
| USA Billboard Hot 100 Airplay             | 1 (9 hétig)            |
| USA Billboard Hot R&B/Hip-Hop Songs       | 4                      |
| USA Billboard Top 40 Mainstream           | 1                      |
| USA Billboard Top 40 Tracks               | 1                      |
| USA Billboard Rhythmic Top 40             | 1                      |
| Ausztrál kislemezlista                    | 8                      |
| Belga (vallon) Ultratop 50 kislemezlista  | 5                      |
| Belga (flamand) Ultratop 50 kislemezlista | 6                      |
| Brit kislemezlista                        | 5                      |
| Brit R&B kislemezlista                    | 2                      |
| Francia kislemezlista                     | 26                     |
| Holland Top 40 kislemez                   | 3                      |
| Japán Tokyo Hot 100                       | 11                     |
| Kanadai kislemezlista                     | 21                     |
| Német kislemezlista                       | 5                      |
| Olasz kislemezlista                       | 12                     |
| Osztrák kislemezlista                     | 19                     |
| Norvég kislemezlista                      | 5                      |
| Svájci kislemezlista                      | 8                      |
| Svéd kislemezlista                        | 15                     |
| Új-zélandi Top 40 kislemez                | 13                     |
| Nemzetközi egyesített slágerlista         | 4                      |